# VinFast VF e34
Il VinFast VF e34, chiamata anche VinFast VF31 o VinFast VF6, è un'autovettura elettrica  prodotta dalla casa automobilistica vietnamita VinFast dal 2021.

## Descrizione
Nella seconda metà del gennaio 2021, la VinFast ha presentato ufficialmente la gamma delle sue prime autovetture elettriche, composta da tre crossover SUV di diverse dimensioni. Nel dicembre 2021 è iniziata la produzione in serie,  con le prime consegne iniziate tra la fine del 2021 e l'inizio del 2022. La VF e34 è il primo modello di veicolo elettrico prodotto dalla VinFast nonché il primo veicolo elettrico in assoluto ad essere prodotto in Vietnam.
Rispetto alle più grandi LUX A2.0 e LUX SA2.0, che adottano componenti di derivazione BMW, la VF e34 viene realizzata su una piattaforma inedita  sviluppata internamente dalla VinFast.
La VF e34 è dotata di un motore elettrico posto sull'asse anteriore che eroga una potenza di 110 kW e 242 Nm di coppia, alimentato da una batteria agli ioni di litio da 42 kWh, in grado di garantire un'autonomia di circa 300 chilometri. Le sospensioni sono dotate dall'avantreno di schema indipendente con montanti MacPherson, mentre al retrotreno è presente un assale rigido costituito da una barra di torsione. 
Il design si caratterizza nella sezione anteriore dai fanali posti su due livelli, costituiti da striscia a LED che funge da diurna mentre più in basso vi sono i proiettori principali con abbaglianti e anabbaglianti. All'interno è presente nella consolle centrale un display touchscreen verticale per il controllo del sistema multimediale e dell'infotaiment, che può essere aaggiornato da remoto over-the-air, con diagnosi e avviso di eventuali problemi o guasti al veicolo e assistenza clienti da remota.